# Love Song (Sara Bareilles)
Love Song è un singolo della cantante statunitense Sara Bareilles, pubblicato il 19 giugno 2007 come primo estratto dal secondo album in studio Little Voice.

## Descrizione
La canzone è stata scritta in risposta alla sua casa discografica, la Epic Records, che le aveva chiesto di scrivere una canzone d'amore commerciale.

## Promozione
La canzone ha acquisito una vasta popolarità dopo essere stata utilizzata nello spot televisivo della Sony Ericsson.

## Successo commerciale
Fino ad oggi, la canzone ha venduto mondialmente sei milioni di copie, diventando il terzo singolo più venduto del 2008 nel mondo, ed è rimasta come la più grande hit di Sara Bareilles negli Stati Uniti, raggiungendo la quarta posizione della Billboard Hot 100, e vendendo tre milioni di copie digitali, e ciò permette alla canzone di essere certificata tre dischi di platino.
L'intro del brano ricorda quello della sigla della sitcom Io e la mamma, andata in onda nel dal 12 gennaio 1997 al 18 gennaio 1998 su Canale 5 con Gerry Scotti e Delia Scala.

## Video musicale
Il videoclip, diretto da Josh Forbes, mostra la Bareilles miniaturizzata suonare il pianoforte all'interno di un jukebox che suona "love songs". Stanca e frustrata di suonare ogni giorno lo stesso pezzo (seguendo anche le parole del testo), la ragazza blocca con una monetina le rotelle meccaniche del jukebox, che smette di suonare. Alla fine il proprietario del locale ripara il jukebox estraendo la monetina dalle rotelle.

## Tracce
CD-Single
1. Love Song (Radio Edit) – 3:53
2. River (Live Version) – 3:49

CD-Maxi
1. Love Song (Radio Edit) – 3:53
2. River (Live Version) – 3:49
3. Many The Miles (Unplugged for VH1.com) – 5:14
4. Love Song (Video)

## Classifiche
| Classifica (2007-2008)           | Massima posizione |
| -------------------------------- | ----------------- |
| U.S. Billboard Hot 100           | 4                 |
| U.S. Billboard Pop 100           | 1                 |
| Australia                        | 92                |
| Brasile                          | 29                |
| U.S. Billboard Adult Top 40      | 5                 |
| U.S. Billboard Hot Digital Songs | 2                 |
| Canada                           | 1                 |
| Italian Singles Chart            | 7                 |
| Italia Top Digital Download      | 11                |
| Paesi Bassi                      | 8                 |
| Australia                        | 4                 |
| Nuova Zelanda                    | 7                 |
| Svezia                           | 19                |
| Svizzera                         | 16                |
| Austria                          | 18                |
| Belgio                           | 10                |
| Danimarca                        | 9                 |